# La Palma (Kuba)
La Palma ist eine kubanische Stadt und Municipio in der Provinz Pinar del Río. Sie grenzt im Norden an die Floridastraße im Golf von Mexiko und im Süden an die Municipios Consolación del Sur und Los Palacios. In der Stadt leben 34.920 Einwohner (2012) auf einer Fläche von 641,89 km², was einer Bevölkerungsdichte von 54,40 Einwohner pro km² entspricht. Das Gebiet von La Palma war bereits von den indigenen Ureinwohnern Kubas bevölkert. Von ihnen wurden 79 Siedlungsüberreste gefunden. Am 2. Januar 1959 übernahmen die kubanischen Revolutionäre das Kommando in der Stadt.

## Geographie
Die Landschaft im Municipio verfügt über ein abwechslungsreiches Relief, die Höhen variieren von 0,5 Meter über dem Meeresspiegel bis zu 500 Meter darüber. Die Berge sind durch zahlreiche Höhlen charakterisiert. 
Mehrere Flüsse durchlaufen das Gebiet, darunter der Río Jaugua, Guacamaya, Juan Moreno sowie La Leña. Zum Territorium des Municipios gehören auch kleinere vorgelagerte Inseln im Meer (Cayos), mit einer Fläche von 7,53 km².

## Wirtschaft und Infrastruktur
Die Stadt verfügt über 12 kommunale Betriebe, drei davon in der Landwirtschaft und drei in der herstellenden Industrie. Zudem gibt es 26 Kooperativen (Stand 2011). 53 Prozent der rund 16.600 Erwerbstätigen arbeiten im Dienstleistungssektor, 40 Prozent in der Landwirtschaft und knapp 2 Prozent in der Industrie. Anbauprodukte sind vor allem Gemüse, Reis, Mais sowie Wurzeln und Knollen. Vom Hauptanbauprodukt Gemüse wurden im Jahr 2011 etwa 15.500 Tonnen geerntet (2005: 6200). Daneben wird auch Milch und Fleisch produziert.
In der Stadt existiert auch ein Tourismussektor, der aus 57 Unterkünften besteht und im Jahr 2011 knapp 6000 Touristen beherbergte.
Im Municipio gibt es 21 Grundschulen, 3 weiterführende Schulen sowie 6 Kindertagesstätten. Das Gesundheitswesen verfügt über 21 Einrichtungen. Daneben existieren zahlreiche Kultureinrichtungen wie Kinos, Kulturhäuser und Theatergruppen.

## Söhne und Töchter von La Palma
- Ramón Grau San Martín (1882–1969), Präsident der Republik Kuba
- Marlenis Costa (* 1973), Volleyballnationalspielerin